# Tolbutamide
Le tolbutamide est un médicament  hypoglycémique oral, inhibiteur des canaux potassiques, du type sulfonylurée de première génération. Ce médicament peut être utilisé dans le traitement du diabète de type 2 si le régime alimentaire seul n’est pas efficace. Le tolbutamide stimule la sécrétion de l'insuline par le pancréas. Il n'est pas couramment utilisé en raison de la fréquence accrue d'effets indésirables par rapport aux sulfonylurées plus récentes de deuxième génération, telles que le glibenclamide. Il a généralement une courte durée d'action en raison de son métabolisme rapide, il est donc sans danger pour une utilisation chez les personnes âgées. Il a été découvert en 1956.

## Histoire
L'Orinase (dont la matière active est le tolbutamide) a été développée par  Upjohn Co. à une époque où le traitement médical principal du diabète consistait en injections d'insuline.  Eli Lilly maîtrisait le marché de la production d’insuline à l’époque. L'Orinase, à l'instar d'autres traitements médicamenteux détectés par des signes dits paracliniques plutôt que par des signes observables cliniquement ou des symptômes signalés par le patient, a bénéficié d'une sensibilité accrue et de la disponibilité du test de glycémie. Milton Moskowitz (qui a publié en 1961 Drug and Cosmetic Industry) a affirmé que l'introduction de l'Orinase, « a élargi l'ensemble du marché en intégrant  dans les soins médicaux les diabétiques qui auparavant n'étaient pas traités ».  Il obtint ce résultat en changeant la perception du diabète encore plus que ne le fit l'insuline. Le traitement de cette maladie chronique n'était plus considéré comme un simple ralentissement d'une « dégénérescence inexorable », mais plutôt vu comme « un modèle de surveillance et de détection précoce ».

## Effets indésirables
Le tolbuutamide a de nombreux effets secondaires, dont les suisvants :
1. Hypoglycémie
2. Gain de poids
3. Hypersensibilité : allergie croisée avec les sulfonamides
4. Interactions médicamenteuses (en particulier médicaments de première génération) : hypoglycémie accrue avec la cimétidine, l'insuline, les salicylates et les sulfonamides.

Les salicylates déplacent le tolbutamide de son site de liaison sur les protéines de liaison plasmatiques, ce qui entraîne une augmentation de la concentration de tolbutamide libre, donc un choc hypoglycémique.

## Sécurité
LDLo = 1 g/kg (femme, oral)